# Водолей (Пензенская область)
 Водолей  — село в Сосновоборского района Пензенской области. Входит в состав Нижнекатмисского сельсовета.

## География
Находится в восточной части Пензенской области на расстоянии приблизительно 15 км на запад по прямой от районного центра посёлка Сосновоборск на правом берегу Суры.

## История
Поселено новокрещенами в 1720—1724 годах на реке Катмис, отсюда прежнее название Нижний (Средний, Новый) Катмис. В 1748 году — деревня Нижний Новый Катмис Засурского стана Пензенского уезда, 116 ревизских душ ясачной мордвы. В 1910 году 220 дворов, 2 водяные мельницы, 2 кузницы, 3 лавки. В 1955 и 1980-е годы — бригада колхоза «Восход». В 2004 году — 76 хозяйств.

## Население
| 1748  | 1864  | 1877 | 1897  | 1911  | 1926  | 1930  |
| ----- | ----- | ---- | ----- | ----- | ----- | ----- |
| 232   | ↗857  | ↗983 | ↗1364 | ↗1471 | ↘1375 | ↗1478 |
| 1939  | 1959  | 1979 | 1989  | 1996  | 2002  | 2010  |
| ↘1077 | ↗1352 | ↘672 | ↘320  | ↘288  | ↘168  | ↘103  |